# Спокійний
Спокійний (рос. Спокойный; адиг. Гупсэф) — селище Майкопського району Адигеї Росії. Входить до складу Краснооктябрського сільського поселення.
Населення — 43 особи (2015 рік).